# Joy Donné
Joy Donné, né le 14 août 1974 à Hasselt, est un homme politique belge, membre de la Nieuw-Vlaamse Alliantie (N-VA).

## Biographie
Joy Donné nait le 14 août 1974 à Hasselt.
Le 3 octobre 2019, il devient député fédéral à la Chambre des représentants en remplaçant Zuhal Demir qui devient ministre dans le gouvernement Jambon.